# Верхневесёлое
Верхневесёлое — село в Адлерском районе муниципального образования «город-курорт» Сочи Краснодарского края России. Входит в состав Нижнешиловского сельского округа.

## География
Селение расположено на левом берегу реки Мзымта, в 28 км к юго-востоку от Центрального Сочи и в 4 км к северу от черноморского побережья. 
С западной стороны село примыкает к автодороге «Адлер — Красная Поляна». В селе расположены несколько садовых товариществ: «Золотой гребешок», «Восход», «Труд».

## Население
| 2002 | 2010  |
| ---- | ----- |
| 1746 | ↗2374 |

По данным Всероссийской переписи, в 2010 году численность населения села составляла 2374 человек (1179 мужчин и 1195 женщин).

## Улицы
Уличная сеть села состоит из 6 улиц и 1 переулка.